# Ирена Колесар
Ирена Колесар (Славонски Брод, 22. новембар 1925 — Загреб, 3. септембар 2002) је била југословенска глумица.

## Биографија
Ирена Колесар је рођена 22. новембра 1925. године у Славонском Броду, одакле се као деветогодишња дјевојчица с родитељима преселила у Загреб. Са непуних 17 година прикључила се партизанима и постала борац Тринаесте пролетерске бригаде „Раде Кончар“. Глумац Јожа Грегорин укључио ју је у позоришну дружину те бригаде, а онда и у Казалиште народног ослобођења Хрватске. Ту је упознала глумца Шиму Шиматовића са којим се венчала у јуну 1944. године, на конгресу културних радника у Топуском.
Након ослобођења вратила се у Загреб где је примљена у драмски ансамбл Хрватског народног казалишта.
Вјеко Афрић јој је 1947. године поверио насловну улогу у првом послератном играном филму Славица. Та улога, коју је одиграла у 21. години, направила је од Ирене Колесар праву звезду. Филм је видело око два милиона гледалаца у Југославији. Током каријере снимила је седам биоскопских и десет телевизијских филмова.
Значајан део глумачке каријере посветила је позоришту. Остваривши запажене улоге као Лаура у Стакленој менажерији и Хедвига у Дивљој патки, постала је неприкосновена прва дама загребачке театарске сцене. Бојан Ступица, тадашњи управник Југословенског драмског позоришта успео је да доведе Ирену Колесар 1953. године у Београд и ангажује је у свом позоришту. Прва улога била јој је Јулија у Шекспировој трагедији Ромео и Јулија.
У Југословенском драмском позоришту Ирена Колесар радила је све до 1973. године. У том периоду остварила је велики број запажених улога, међу којима се нарочито истиче улога Офелије у Хамлету, у режији Марка Фотеза у другој половини педесетих, са којом је наступила и на Дубровачким летњим играма.
Године 1973. се пензионисала и вратила у Загреб. Након одласка у пензију учествовала је у неколико телевизијских и позоришних пројеката.
Филмска и позоришна слава у том периоду није доносила материјалне предности. Као куриозитет наводи се податак да за свој први филм Ирена Колесар није ни добила хонорар - исплаћене су јој само дневнице за тромесечно снимање. Стога је деведесете провела у оскудици, једва састављајући крај с крајем са 1200 куна пензије и 300 куна борачког додатка. Умрла је 3. септембра 2002. године у старачком дому „Ксавер“ у Загребу.

## Филмографија
| Год.  | Назив                       | Улога                |
| ----- | --------------------------- | -------------------- |
| 1947. | Славица                     | Славица              |
| 1948. | Бесмртна младост            | Зорица               |
| 1950. | Плави 9                     | Нена                 |
| 1953. | Камени хоризонти            | Мала                 |
| 1956. | Последњи колосек            | Јелена Мијатовић     |
| 1957. | Вратићу се                  | Јана Дујшин, супруга |
| 1960. | Сплетка и љубав (ТВ)        |                      |
| 1961. | Не дирај у срећу            |                      |
| 1963. | Инкогнито                   |                      |
| 1963. | Човек и звер                | Сељанка              |
| 1966. | Галски петао (ТВ серија)    |                      |
| 1967. | Никад се не зна             |                      |
| 1968. | Не играј се љубављу (ТВ)    |                      |
| 1968. | Стравиња                    |                      |
| 1971. | Капетан из Кепеника         |                      |
| 1972. | Клупа у Јурјевској (серија) | /                    |
| 1972. | Лица                        |                      |
| 1981. | Ујка Вања                   | Марина               |